# Gingsheim
Gingsheim (en alsacià Gíngse) és un antic municipi i actual municipi delegat francès, situat a la regió del Gran Est, al departament del Baix Rin. L'any 1999 tenia 310 habitants.
A finals del 2015 es va unir als municipis de Hohatzenheim, Mittelhausen i Wingersheim per crear el nou municipi de Wingersheim les Quatre Bans.

## Demografia
| 1962 | 1968 | 1975 | 1982 | 1990 | 1999 |
| ---- | ---- | ---- | ---- | ---- | ---- |
| 231  | 244  | 237  | 282  | 268  | 310  |

## Administració
| Període   | Identitat       | Partit |
| --------- | --------------- | ------ |
| 2001-2008 | Joseph Gross    |        |
| 2008-     | Dominique Gross |        |